# Allotinus dotion
Allotinus dotion är en fjärilsart som beskrevs av Hans Fruhstorfer 1913. Allotinus dotion ingår i släktet Allotinus och familjen juvelvingar. Inga underarter finns listade i Catalogue of Life.